# Eupelmus levis
Eupelmus levis är en stekelart som beskrevs av Nikol'skaya 1952. Eupelmus levis ingår i släktet Eupelmus och familjen hoppglanssteklar.
Artens utbredningsområde är Tadzjikistan. Inga underarter finns listade i Catalogue of Life.